# 바위너구리
바위너구리(학명: Procavia capensis)는 바위너구리과에 속하는 포유류이며, 케이프바위너구리라고도 일컫는다. 성경에서는 사반이라고 일컫는 동물이다. 바위너구리목에 속한 종 중 현존하는 4종 가운데 하나로, 바위너구리속(학명: Procavia)의 유일종이기도 하다. 매너티와 더불어 현생 코끼리 무리와 유전적으로 가장 가까운 동물이다. 몸길이 약 50cm, 몸무게 약 4kg이다. 털이 짧고 거칠며 밤색 바탕에 흰색 무늬가 있다. 다리·귀·꼬리가 짧다. 수컷이 암컷보다 약간 더 크고 중량이 나가는 편이다. 발에는 불룩한 부분이 있고, 발가락에는 넓적한 발톱이 있다. 바위너구리의 크기는 강수량과 깊은 연관이 있는데, 성장에 영향을 미치는 부분이 있기 때문이다.
대체로 10-80마리가 집단을 이루며 생활하며, 천적의 손아귀로부터 안전하기 위해 바위가 많고 해발고도가 4,200m를 넘어가는 산악 지대에서 산다. 경계심이 강하고, 체온 조절이 불안정한 탓에 아침과 저녁에 주로 활동하면서 식물의 뿌리나 줄기를 즐겨 먹으며, 계절과 기후에 따라 행동 양식이 조금씩 차이를 보인다. 수직으로 된 바위를 재빠르게 오르며 점프도 잘 한다. 갓 낳은 새끼는 털이 있고 눈을 떴으며, 낳은 지 수 시간 후에는 뛰어다닌다. 등 중앙에 냄새샘이 있어서 텃세권을 표시하는 데 사용한다. 천적은 비단뱀·표범·독수리 등이다.
각지 개체군이 대개 안정되어 있어 멸종 위기에 처할 우려가 적고, 에티오피아·요르단·이스라엘 등 일부 지역에서는 농업적으로 피해를 끼치고 리슈만편모충증을 옮기는 유해조수이다. 짐바브웨에서 동부 아프리카와 오만 등 일부 아라비아 반도 지역에 걸쳐 분포한다. 현재 중동 지역에서 유일하게 서식하는 아프로테리아상목 동물이다.